# Grupo Carso
Grupo Carso è un conglomerato di compagnie possedute dal magnate messicano di origini libanesi Carlos Slim Helú, l'uomo più ricco del Messico ed uno degli uomini più ricchi del mondo secondo la rivista Forbes. Il gruppo è stato costituito nel 1990, dopo la fusione della Corporación Industrial Carso e del Grupo Inbursa. Il nome Carso deriva dalla fusione dei nomi del magnate Carlos Slim Helú con quello della moglie Soumaya Domit de Slim, (CARlosSOumaya).
Nel 1996 Carlos Slim Helú ha deciso di separare dal Grupo Carso le attività nel settore delle telecomunicazioni (le aziende Telmex, Telcel e América Móvil) a cui ha dato il nome di Grupo Carso Telecom.  il Grupo Carso gestisce (80%) la Rede Record in una joint venture con Edir Macedo (20%).

## Divisioni

### Industriale
- Condumex
- Grupo Porcelanite
- Cigatam

### Commerciale
- Grupo Sanborns

### Infrastrutture e Costruzione
- Grupo PC Constructores
- Swecomex
- CICSA
- CILSA (Costruttore di infrastrutture nell'America Latina)